# Elezioni europee del 2009 in Lettonia
Le elezioni europee del 2009 in Lettonia si sono tenute il 6 giugno.

## Risultati
| Liste  | Liste                                                                                 | Gruppo        | Voti    | %     | Seggi |
| ------ | ------------------------------------------------------------------------------------- | ------------- | ------- | ----- | ----- |
|        | Unione Civica                                                                         | PPE           | 192.537 | 24,78 | 2     |
|        | Centro dell'Armonia • Partito dell'Armonia Nazionale • Partito Socialista di Lettonia | - S&D GUE/NGL | 154.894 | 19,93 | 2 1   |
|        | Per i Diritti Umani nella Lettonia Unita                                              | Verdi/ALE     | 76.436  | 9,84  | 1     |
|        | Primo Partito di Lettonia - Via Lettone                                               | ALDE          | 59.326  | 7,63  | 1     |
|        | Per la Patria e la Libertà/LNNK                                                       | ECR           | 58.991  | 7,59  | 1     |
|        | Nuova Era                                                                             | PPE           | 52.751  | 6,79  | 1     |
|        | Libertas.lv                                                                           | -             | 34.073  | 4,38  | -     |
|        | Società per un'Altra Politica                                                         | -             | 30.444  | 3,92  | -     |
|        | Partito Socialdemocratico dei Lavoratori di Lettonia                                  | -             | 30.004  | 3,86  | -     |
|        | Unione dei Verdi e degli Agricoltori                                                  | -             | 29.463  | 3,79  | -     |
|        | Tutto per la Lettonia                                                                 | -             | 22.240  | 2,86  | -     |
|        | Partito Popolare                                                                      | -             | 21.968  | 2,83  | -     |
|        | Per la Madrepatria                                                                    | -             | 4.409   | 0,57  | -     |
|        | Partito d'Azione                                                                      | -             | 3.373   | 0,43  | -     |
|        | Unione Democratica Cristiana                                                          | -             | 2.361   | 0,30  | -     |
|        | Partito di Osipov                                                                     | -             | 2.102   | 0,27  | -     |
|        | Partito della Rinascita di Lettonia                                                   | -             | 1.712   | 0,22  | -     |
| Totale | Totale                                                                                | Totale        | 777.084 |       | 8     |

- Libertas.lv, coalizione poi ridenominata Responsabilità - Unione Socialdemocratica dei Partiti Politici (Atbildība - Sociāldemokrātiska Politisko Partiju Apvienība), comprendeva: Partito della Giustizia Sociale (Sociālā Taisnīguma Partija), Risveglio della Lettonia (Latvijas Atmoda) e Terra Nostra (Mūsu zeme).
- Nel 2011 Unione Civica, Nuova Era e Società per un'Altra Politica sono confluiti in un nuovo soggetto politico denominato Unità.